# Dấu gạch chéo
Dấu gạch chéo (tiếng Anh: slash) hay dấu gạch chéo thường là một dấu chấm câu xiên / hay còn gọi là xuyệc. Trước đây từng được sử dụng để đánh dấu các dấu chấm và dấu phẩy, dấu gạch chéo giờ đây được sử dụng để biểu thị mối quan hệ loại trừ hoặc bao gồm hoặc phép chia và phân số, và như một dấu phân cách ngày tháng năm. Nó được gọi là solidus trong Unicode, còn được gọi là nét xiên. Dấu gạch chéo trong hướng ngược lại \ được gọi là dấu gạch chéo ngược (tiếng Anh: backslash). Dấu gạch chéo / để thay cho chữ "hoặc" ; "hay"